# Ronchin
Ronchin este un oraș în Franța, în departamentul Nord, în regiunea Nord-Pas de Calais. Ronchin este o localitate situat în apropierea orașului Lille la nord, Lezennes la est, Lesquin la sud și Faches-Thumesnil la vest. Altitudinea Ronchinului este superiara celei a orașului Lille.

## Modul de acces
- O gară de cale ferata.
- Traversat de Autostrada A1.
- Drumul departamental 917.
- Deservit de Societatea de Transport in comun din Lille (linia a-14-a).

## Orașe înfrățite
- Halle în Rhénanie-du-Nord-Westphalie din Germania
- Târnăveni din România
- Kirby-in-Ashfield din Regatul Unit

## Infrastructură sportivă
Orașul are numeroase centre sportive : golf si centru ecvestru, 3 stadioane, 7 săli de sport, terenuri de tennis, piscine, centre de tir, bowling.

## Istorie
Orașul este traversat de vechi drumuri romane.
Fost domeniu al parohiei din Marchiennes, ocupat de trupele lui Louis XIV în 1650, mistuit de ciumă în 1663.

## Populația
Conform recensământului din 1990 orașul avea 17.937 locuitori, iar conform recensământului din 1999 populația a fost de 18.105 locuitori.

## Patrimoniu
- Biserica Sainte-Rictrude , Monument istoric din 1920 - Video / Sainte-Rictrude.[nefuncțională]
- Braseria Jeanne d'Arc (din secolul al XIX-lea, denumire mai veche « Braseria Vandamme »). Braseria a fost cumparată de "Brasseurs de Gayant" și redenumita Braseria Grain d'Orge în iulie 2002. Braseria a oprit productia de bere în 2005 consacrîndu-se numai logistici sale.